# Eulalia
Eulalia – imię żeńskie pochodzenia greckiego. Wywodzi się ze złożenia słów εὐ („dobrze”) i λαλεῖν („mówić”), oznaczającego „dobrze mówiąca” lub „elokwentna”.
Imię rzadkie w Polsce. W styczniu 2025 r. w rejestrze PESEL, wśród publicznie dostępnych danych dotyczących osób żyjących, wykazano 1230 kobiet o imieniu Eulalia nadanym jako imię pierwsze
Eulalia imieniny obchodzi 12 lutego i 10 grudnia.

## Kobiety o imieniu Eulalia
- Eulalia z Méridy (ok. 292-304) – hiszpańska bohaterka wiary, święta Kościoła katolickiego i prawosławnego
- Maria Róża Durocher, właśc. Eulalie Mélanie Durocher (1811-1849) – kanadyjska błogosławiona Kościoła katolickiego
- Eulalia Olejnik – polska lekkoatletka, sprinterka
- Eulalia Rolińska – polska mistrzyni w strzelectwie

## W kulturze
- bohaterka w powieści obyczajowej Aleksandra Minkowskiego Czterdziestu na górze